# Made in France (album de Jeanne Mas)
 (janvier 2024).
Si vous disposez d'ouvrages ou d'articles de référence ou si vous connaissez des sites web de qualité traitant du thème abordé ici, merci de compléter l'article en donnant les références utiles à sa vérifiabilité et en les liant à la section « Notes et références ».
Pour les articles homonymes, voir Made in France (homonymie).
Albums de Jeanne Mas
Bleu Citron H2-EAU
Made in France est le quinzième album studio de Jeanne Mas sorti le 2 mai 2012.

## Titres
| No  | Titre                | Durée |
| --- | -------------------- | ----- |
| 1.  | Ouverture            |       |
| 2.  | Made in France       |       |
| 3.  | Un peu de            |       |
| 4.  | Fais-moi de la peine |       |
| 5.  | La première          |       |
| 6.  | Entracte n°1         |       |
| 7.  | Au bout du chemin    |       |
| 8.  | Décembre             |       |
| 9.  | Entracte n°2         |       |
| 10. | Pour toi, j'ai tort  |       |
| 11. | Regarde ailleurs     |       |
| 12. | Dans le désert       |       |